# Noves
Noves ist eine französische Gemeinde mit 5918 Einwohnern (1. Januar 2022) im Département Bouches-du-Rhône der Region Provence-Alpes-Côte d’Azur. Sie gehört zum Arrondissement Arles und zum Kanton Châteaurenard.

## Geografie
Noves liegt etwa zwölf Kilometer südlich von Avignon. Die Gemeinde umfasst ein Gebiet von 26,5 Quadratkilometern und liegt auf 32–105 Metern Meereshöhe (durchschnittlich 43 Meter) im Tal des Flusses Anguillon und an der Durance.

## Wappen
Wappenbeschreibung: In Gold unter schwarzem Schildhaupt ein laufender schwarzer Bär.

## Bevölkerungsentwicklung
| Jahr      | 1962 | 1968 | 1975 | 1982 | 1990 | 1999 | 2008 | 2018 |
| Einwohner | 3267 | 3579 | 3593 | 3693 | 4021 | 4440 | 5106 | 5866 |

## Sehenswürdigkeiten
- Kirche Saint-Baudile: Die Kirche ist nach dem heiligen Baudilius benannt, der Schutzheiliger der Gemeinde ist. Im 13. Jahrhundert wurde die Kirche errichtet.
- Chapelle des Pénitents blancs (dt.: Kapelle der weißen Büßer): Die Kapelle wurde im vierzehnten Jahrhundert errichtet und ist seit 1995 Bibliothek.
- Chapelle Notre-Dame de Piété: Die Kirche befindet sich auf dem Hügel Pieu, wo vor 1400 Jahren die ersten Menschen in Noves siedelten.
- Moulin de la Roque: Die Felsenmühle, wie sie auf Deutsch heißt, kann heute von Touristen gemietet werden.

## Städtepartnerschaften
- Hopsten, Nordrhein-Westfalen, seit 1988
- Calcinaia, Italien, seit 1998